# Miracles du Ciel
Pour plus de détails, voir Fiche technique et Distribution.
Miracles du Ciel ou Miracles du Paradis au Québec (Miracles from Heaven) est un drame chrétien américain réalisé par Patricia Riggen, sorti en 2016.
Il s’agit de l’adaptation du livre Miracles from Heaven: A Little Girl, Her Journey to Heaven and Her Amazing Story of Healing de Christy Beam, publié en 2015 : il s'inspire de la vie d'Anna, dix ans, qui aurait été miraculeusement guérie d'une maladie incurable après un accident grave pendant lequel elle tombe d'un arbre, perd connaissance et rencontre Dieu.

## Synopsis
À Burleson, au Texas, Anna Beam (Kylie Rogers), fille âgée de dix ans de Christy Beam (Jennifer Garner), souffre d'une pseudo-obstruction intestinale chronique (POIC) qui est un dérèglement rare de la motilité gastro-intestinale et est incapable de manger. Christy décide d’emmener sa fille consulter le Dr. Nurko, à l’hôpital pédiatrique de Boston. Au cours de cette épreuve, Anna et sa mère se lient d'amitié avec une serveuse, Angela (Queen Latifah). Sa foi chrétienne est mise à l’épreuve, mais elle est encouragée par le pasteur de son église baptiste ,
. En rentrant chez elle au Texas, Anna chute de plusieurs mètres dans le creux d'un arbre et, juste au moment où il semble que tout espoir soit perdu, un miracle se produit. Lorsque Anna est examinée à l'hôpital pour enfants de Boston, il n'y a plus aucune trace de sa maladie.

## Fiche technique
Sauf indication contraire, les informations mentionnées dans cette section peuvent être confirmées par la base de données cinématographiques IMDb,  présente dans la section « Liens externes ».
- Titre original : Miracles from Heaven
- Titre français : Miracles du Ciel
- Titre québécois : Miracles du Paradis
- Réalisation : Patricia Riggen
- Scénario : Randy Brown, d'après le livre de Christy Beam
- Direction artistique : Doug Fick
- Décors : David Sandefur
- Costumes : Mary Jane Fort
- Photographie : Checco Varese
- Montage : Emma E. Hickox
- Musique : Carlo Siliotto
- Production : DeVon Franklin, T. D. Jakes et Joe Roth
- Sociétés de production : Affirm Films, Roth Films, Franklin Entertainment et TDJ Enterprises
- Sociétés de distribution : Columbia Pictures (États-Unis) ; Sony Pictures Releasing France (France)
- Budget : 13 millions de dollars
- Pays d'origine :  États-Unis
- Langue originale : anglais
- Format : couleur
- Genre : drame chrétien
- Durée : 109 minutes
- Dates de sortie :
  - États-Unis, Québec : 16 mars 2016
  - France : 6 avril 2016

## Distribution
- Jennifer Garner (VF : Audrey d'Hulstère) : Christy Beam, mère d'Anna
- Kylie Rogers (VF : Aaricia Dubois) : Anna Beam
- Martin Henderson (VF : Simon Duprez) : Kevin Beam, père d'Anna
- Eugenio Derbez (VF : Frédéric Meaux) : Dr Nurko, médecin d'Anna à l’hôpital de Boston
- Queen Latifah (VF : Alexandra De Almeida Manso Corréa) : Angela
- Brighton Sharbino (VF : Alayin Dubois) : Abbie Beam, sœur d'Anna
- Courtney Fansler (VF : Apolline Guyot) : Adelynn Beam, sœur d'Anna
- Kelly Collins Lintz : Emmy
- John Carroll Lynch (VF : Eddy Mathieu) : le pasteur Scott
- Hannah Alligood : Haley, amie d'Anna à l’hôpital de Boston
- Wayne Pere (VF : Franck Dacquin) : Ben, père de Haley
- Bruce Altman (VF : Robert Guilmard) : Dr Ned Burgi, médecin d'Anna à l’hôpital du Texas
- Suehyla El-Attar : la réceptionniste à l’hôpital de Boston
- Brandon Spink : Billy Snyder, ami d'Anna à l'école
- Zach Sale : Dr Blyth, médecin à l’hôpital du Texas

Doublage
- Studio : Dubbing Brothers
- Direction artistique : Véronique Fyon
- Date de sortie : 16 mars 2016 aux États-Unis et au Québec. En France, il sort le 6 avril 2016.
- Adaptation : M. Livernette

Voix non attribuées : Alexandre Crépet - Romain Barbieux - Igor Van Dessel - Jean-Marc Amé - Célia Torrens - Nathalie Hons - Laurence César - Alexis Flamant - Pascal Gruselle - Jean-Michel Vovk - Micheline Tziamalis - Delphine Chauvier - Sébastien Hébrant.
Source : Carton de doublage sur Netflix

## Production
Musique
- Soul On Fire, interprété par Third Day
- Right Where I Belong, interprété par Clayton Anderson
- Collide, interprété par Howie Day
- Your Words, interprété par Third Day
- Here Comes The Sun, interprété par Cam

## Accueil

### Critiques
Sur Metacritic, le film a obtenu une moyenne de 44 sur 100 de la presse .
Sur Rotten Tomatoes, le film a obtenu une moyenne de 45% de la presse et de 80% de l’audience.

### Box-office
Le film a récolté 73,7 millions de dollars au box-office mondial pour un budget de 13 millions de dollars.

## Autour du film
La guérison miraculeuse que connaît la petite Anna Beam est racontée dans un livre par sa mère Chris Beam,.

## Récompenses
| Année | Prix                                     | Catégorie                    | Nomination       | Résultat   |
| ----- | ---------------------------------------- | ---------------------------- | ---------------- | ---------- |
| 2016  | 18e cérémonie des Teen Choice Awards     | Meilleur film dramatique     | Miracles du Ciel | Lauréat    |
| 2016  | 18e cérémonie des Teen Choice Awards     | Meilleure actrice dramatique | Jennifer Garner  | Nomination |
| 2017  | 43e cérémonie des People's Choice Awards | Film dramatique préféré      | Miracles du Ciel | Nomination |